# Tomrogersia acanthofemorata
Tomrogersia acanthofemorata är en skalbaggsart som beskrevs av Lúcia Maria de Campos Fragoso 1980. Tomrogersia acanthofemorata ingår i släktet Tomrogersia och familjen långhorningar. Inga underarter finns listade i Catalogue of Life.